# Heteronychia guillarmodi
Heteronychia guillarmodi är en tvåvingeart som först beskrevs av Zumpt 1950.  Heteronychia guillarmodi ingår i släktet Heteronychia och familjen köttflugor. Inga underarter finns listade i Catalogue of Life.